# Arkadiusz Litwiński
Arkadiusz Litwiński (ur. 31 lipca 1970 w Szczecinie) – polski polityk i samorządowiec, poseł na Sejm V, VI i VII kadencji.

## Życiorys
W 1994 uzyskał tytuł zawodowy magistra administracji na Wydziale Prawa i Administracji Uniwersytetu Szczecińskiego. W 1996 ukończył podyplomowe studium wspólne Zachodniopomorskiej Szkoły Biznesu i Fachhochschule w Dortmundzie. Był pracownikiem w instytucjach samorządowych i przedsiębiorstwach prywatnych. W latach 1997–2000 przewodniczył zarządowi regionalnemu Ruchu Stu.
Od 1998 do 2005 był radnym Szczecina, w latach 1999–2002 pełnił funkcję wiceprzewodniczącego rady. Od 2001 należał do Platformy Obywatelskiej. Od 2002 do 2005 przewodniczył klubowi radnych PO i PiS w radzie miasta. Pełnił obowiązki skarbnika zarządu regionalnego, a także wiceprzewodniczącego zarządu powiatowego PO w Szczecinie.
W wyborach w 2005 startował z listy Platformy Obywatelskiej. Zdobył 7794 głosy i został posłem V kadencji. Należał do Komisji Ochrony Środowiska, Zasobów Naturalnych i Leśnictwa, Komisji Pracy, zasiadał także w Komisji Nadzwyczajnej ds. zmian w kodyfikacjach oraz kilku podkomisjach. W wyborach parlamentarnych w 2007 został ponownie wybrany na posła na Sejm z listy Platformy Obywatelskiej w okręgu szczecińskim, uzyskując 19 827 głosów. W 2010 ubiegał się o urząd prezydenta Szczecina, przegrywając w drugiej turze z Piotrem Krzystkiem.
W 2011 kandydował w wyborach parlamentarnych z 3. miejsca na liście komitetu wyborczego Platformy Obywatelskiej w okręgu wyborczym nr 41 w Szczecinie i ponownie uzyskał mandat poselski. Oddano na niego 9396 głosów (2,47% głosów oddanych w okręgu). W 2015 nie został wybrany na kolejną kadencję.
Od 2016 został zastępcą dyrektora Biura Strategii w Urzędzie Miasta Szczecin. W tym samym roku odszedł z PO. W 2019 był kandydatem do Sejmu w okręgu szczecińskim na liście Prawa i Sprawiedliwości (z rekomendacji Porozumienia); nie uzyskał wówczas mandatu.